# 도유현
도유현 (1995년 1월 16일~ )은 대한민국의 전직 스타크래프트 II 프로게이머이다. 아이디는 LabyRinth이며 종족은 테란이다.
워크래프트3의 아마추어 선수로 활동한 경력이 있다. 당시 종족은 언데드였다.
2013년 상반기 드래프트에서 SK텔레콤 T1의 2차 지명으로 입단하였다.
2013년 11월 팀에서 탈퇴하고 은퇴했다.

## 주요 경력
- IEF 2012 한국 대표 선발전 3위
- IEF 2012 그랜드파이널 12강
- 2013 핫식스 2013 글로벌 스타크래프트 II 리그 시즌 1 Code A 32강
- 2013 WCS Korea Season 1 챌린저리그 48강